# كاثرين هايز
كاثرين هايز (بالإنجليزية: Kathryn Hays)‏ هي ممثلة أمريكية، ولدت في 26 يوليو 1933 في الولايات المتحدة.

## وصلات خارجية
- كاثرين هايز على موقع IMDb (الإنجليزية)
- كاثرين هايز على موقع قاعدة بيانات برودواي على الإنترنت (الإنجليزية)
- كاثرين هايز على موقع إن إن دي بي (الإنجليزية)
- كاثرين هايز على موقع قاعدة بيانات الفيلم (الإنجليزية)